# أحمد تيمور باشا
أحمد بن إسماعيل بن محمد تنكور المشهور بأحمد باشا تيمور (1288 هـ/1871م - 1348 هـ/1930م) أديب مصري بارز، من أب كردي وأم تركية. برز من هذه الأسرة أخته الشاعرة المثقفة عائشة التيمورية وهي رائدة من رائدات الحركة النسوية في الوطن العربي. وكذلك برز ولداه محمد ومحمود تيمور من رواد القصة والرواية. كان تيمور من أعضاء المجمع العلمي العربي بدمشق وعضواً بالمجلس الأعلى لدار الكتب المصرية. لا تزال مؤلفات تيمور واحدة من أهم مصادر التعرف على التراث العربي بعد أكثر من قرن على كتابتها، ومنها «الخزانة التيمورية»، التي وصلت للعامة بفضل لجنة نشر مؤلفاته، التي تشكلت عقب وفاته، وعُرفت بـ«لجنة نشر المؤلفات التيمورية».

## النشأة
ولد أحمد تيمور في درب سعادة في القاهرة في 22 شعبان 1288 هـ (6 نوفمبر 1871 م) لأب كردي هو إسماعيل باشا تيمور ـ أحد كبار أعيان القاهرة ورئيس ديوان الخديوي إسماعيل ـ وأم تركية. سماه والده يوم ولادته «أحمد توفيق»، ودعي في طفولته بتوفيق، ثم اقتصروا على أحمد، واشتهر بأحمد تيمور. ربته والدته وأخته الكبرى عائشة التيمورية بسبب وفاة والده وهو حديث الولادة. كان جد أحمد تيمور باشا ممن صحبوا محمد على باشا وعملوا معه وعين كاشفا فمحافظا، أما والده إسماعيل باشا تيمور فوصل إلى رئاسة الديوان الخديوي، وتختلف المصادر حول وقت وفاته، يقول البعض بعد ولادة ابنه أحمد بسنتين، وقيل بل بعدها بشهور قليلة.
تعلم أحمد تيمور اللغات ومبادئ العلوم في مدرسة مارسيل الفرنسية، ودرس العلوم العربية والإسلامية على يد الشيخ حسن الطويل. انقطع تيمور عن الدراسة النظامية بعد بضع سنوات وتلقى تعليمه في المنزل؛ حيث تعلم الفارسية والتركية، وكانَ قد كوَّنَ وهو ما زال لم يكمل سن العشرين مَكْتبةً شَخْصيَّةً بلغ قوامها ثمانية آلاف مجلد، نِصْفُها من المَخْطُوطات.

## شخصيته
وُصِف أحمد تيمور باشا بأنه صاحب شخصية موسوعية أميل إلى النمط الأكاديمي، وأن شخصيته ناقدة قادرة على البحث والتحليل. وفقا للدكتور محمد الجوادي، «ظهرت في بعض أعماله خصال موسوعية يظنها البعض مرتبطة بالنقل والترتيب وحدهما، بينما هي موهبة متكاملة تقود إلى إنشاء العلم على نحو جديد شامل، ولعل ما فعله في كتابه «الأمثال العامية» يدل على هذا بوضوح، فالكتاب مرجع لا غنى عنه لكل دراسة فولكلورية على أي مستوى، كما أنه مرجع لغوي للهجة العامية، ولتصريفات الجملة المتبعة فيها». ذكر الصحفي السوري محب الدين الخطيب أن محمد الأمين الشنقيطي صرح بأنه «لم ير في مصر مَنْ يفهم كلام العرب مثل الشيخ محمد عبده، وأحمد تيمور». وقال محمد كرد علي في الثناء عليه: «كنت إذا عرض لي أو لبعض أعضاء المجمع إشكال لغوي أو تاريخي، أو أحببت أن أعرف كتابا في موضوع يهمني البحث فيه، لا أجد من يشفي غلتي، خصوصا بعد فقد أستاذنا الجزائري، غير أحمد تيمور».

## الخزانة التيمورية
صاحب هذه الخزانة هو أحمد تيمور.
كان من أعضاء المجمع العلمي العربي بدمشق وعضواً بالمجلس الأعلى لدار الكتب. قال الزركلي عنه: "كان رضي النفس، كريما، متواضعاً فيه انقباض عن الناس. انقطع تيمور بعد وفاة زوجته إلى خزانة كتبه ينقب فيها ويعلق ويفهرس ويؤلف حتى فقدانه لابنه محمد ثم وفاته عام 1348 هـ/1930م
تألفت بعد وفاته لجنة لنشر مؤلفاته تعرف بـ«لجنة نشر المؤلفات التيمورية» التي أخرجت العديد من مؤلفاته. جمع أحمد تيمور باشا مكتبة قيمة غنية بالمخطوطات النادرة ونوادر المطبوعات (نحو 19527 مجلداً وعدد مخطوطاتها 8673 مخطوطاً)، أهديت إلى دار الكتب بعد وفاته. وقد دون تيمور باشا بخطه على أغلب مخطوطات مكتبته ما يفيد إطلاعه عليها وسجل على أول المخطوط بخطه «قرأناه» وكان يعد لكل مخطوط قرأه فهرساً بموضوعاته ومصادره وأحياناً لأعلامه ومواضعه ويضع ترجمة لمؤلف الكتاب بخطه
وضع تيمور باشا فهرساً ورقياً بخطه لمكتبته، وجعل لكل فن فهرساً مستقلا خاصاً. وكانت هذه الفهارس موجودة في قاعة المخطوطات بمبنى دار الكتب القديم بباب الخلق متاحة للباحثين.

## مجالسه
كان لأحمد تيمور العديد من الصلات بأَعْلامِ عَصرِهِ كالشيخِ حسن الطويل، والشيخِ طاهر الجزائري، والشيخِ المُجدِّدِ محمد عبده الَّذي تَأثَّرَ به تيمور كَثِيرًا، وقد تردد على مجالسه الكثير من أَقْطاب الفكر والسياسة والأدب في مصر في ذلك الحين، أَمْثال: سعد زغلول، وإسماعيل صبري، وحافظ إبراهيم، وقاسم أمين، وغيرهم. كان بيته في درب سعادة بحي باب الخلق صالونًا ثقافيًا وكذلك كان قصره في الزمالك، وكذلك كان له عوامة في النيل، وعزبة في قويسنا، وكان المثقفون من العراق والشام واليمن والمغرب العربي يتوافدون إلى هذه الصالونات الأدبية الأربعة.

## حياته الشخصية
تزوج أحمد تيمور باشا عام 1307 هـ (1889 م) من خديجة هانم بنت أحمد رشيد باشا ناظر الداخلية، الذي كان صديقًا حميمًا لوالده، ورزق منها أولاده الثلاثة إسماعيل ومحمد ومحمود، ثم توفيت عام 1317 هـ (1899 م) فلم يتزوج تيمور بعدها. أصيب بفقد ابن له وهو (محمد) سنة ١٣٤٠ هـ وقيل أنه جزع لذلك ثم لازمته نوبات قلبية انتهت بوفاته.

## من كتبه
1. أعلام المهندسين في الإسلام (كتاب).[7]
2. أعلام الفكر الإسلامي في العصر الحديث[8]
3. الآثار النبوية.[9]
4. الأمثال العامية: مشروحة ومرتبة حسب الحرف الأول من المثل[10]
5. تاريخ العلم العثماني[11]
6. ضبط الأعلام.[12]
7. لعب العرب.[13]
8. الحب والجمال عند العرب.[14]
9. لهجات العرب[15]
10. التصوير عند العرب[16]
11. نظرة تاريخية في حدوث المذاهب الأربعة[17]
12. تصحيح لسان العرب[18]
13. تصحيح القاموس المحيط
14. اليزيدية ومنشأ نحلتهم (رسالة)[19]
15. البرقيات للرسالة والمقالة
16. قبر السيوطي - ط) رسالة[20]
17. أبو العلاء المعري وعقيدته[21]
18. الألقاب والرتب[22]
19. معجم الفوائد، وهو الأم لمؤلفاته كلها[23]
20. أعيان القرن الرابع عشر[24]
21. الكنايات العامية[25]
22. تراجم المهندسين العرب - ط) نشره في مجلة الهندسة
23. نقد القسم التاريخي من دائرة فريد وجدي
24. التذكرة التيمورية - ط) مجلدان
25. السماع والقياس
26. أبيات المعاني والعادات
27. المنتخبات في الشعر العربي
28. تاريخ الأسرة التيمورية[11]
29. أسرار العربية
30. أوهام شعراء العرب في المعاني[26]
31. ذيل طبقات الأطباء
32. مفتاح الخزانة
33. فهرس لخزانة الأدب للبغدادي
34. ذيل تاريخ الجبرتي
35. الألفاظ العامية المصرية
36. قاموس الكلمات العامية، ستة أجزاء